# Karl Remeis

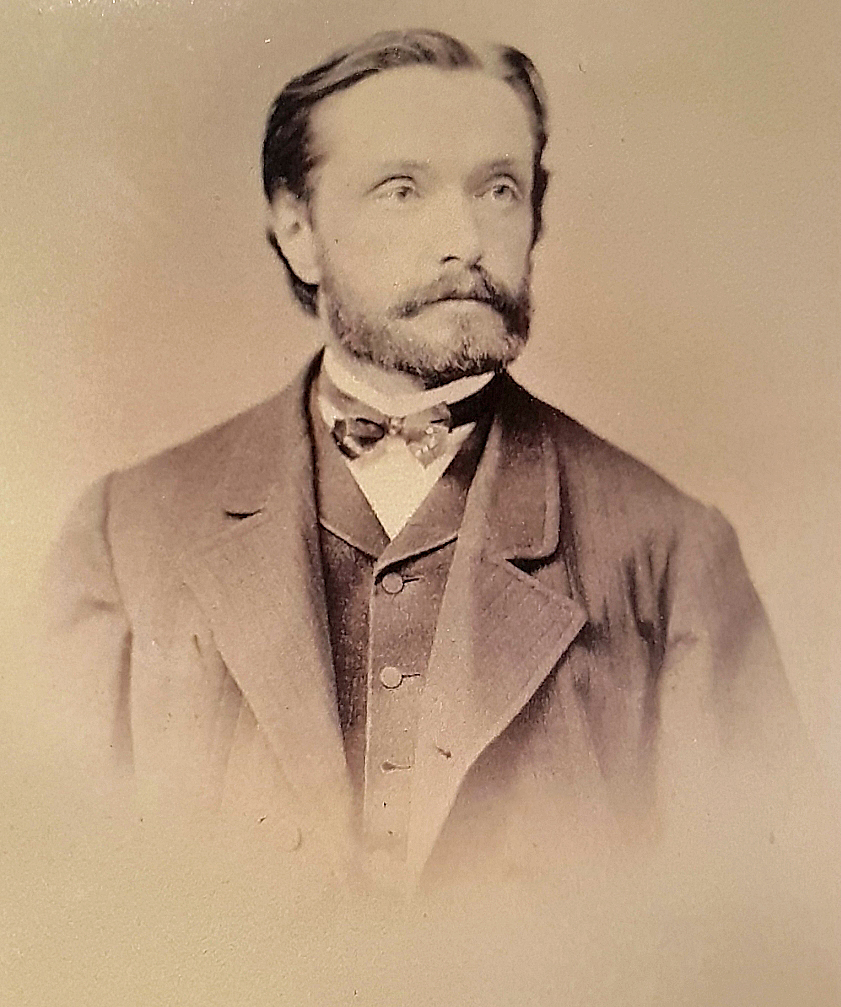
Karl Remeis

Karl Remeis (* 9. September 1837 in Bamberg; † 28. Mai 1882) war ein deutscher Jurist und Astronom.

## Leben

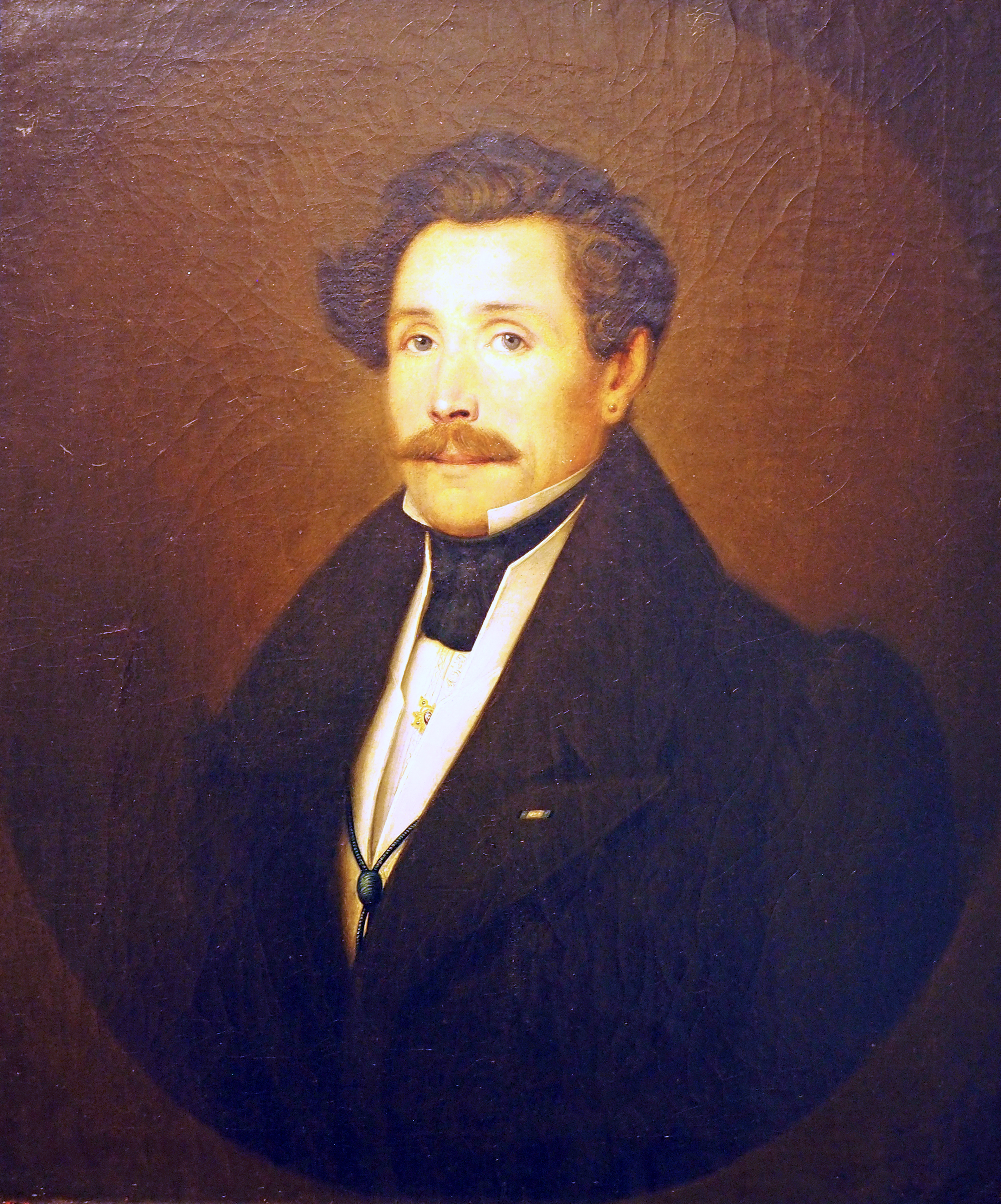
Adam Remeis (1793–1838)

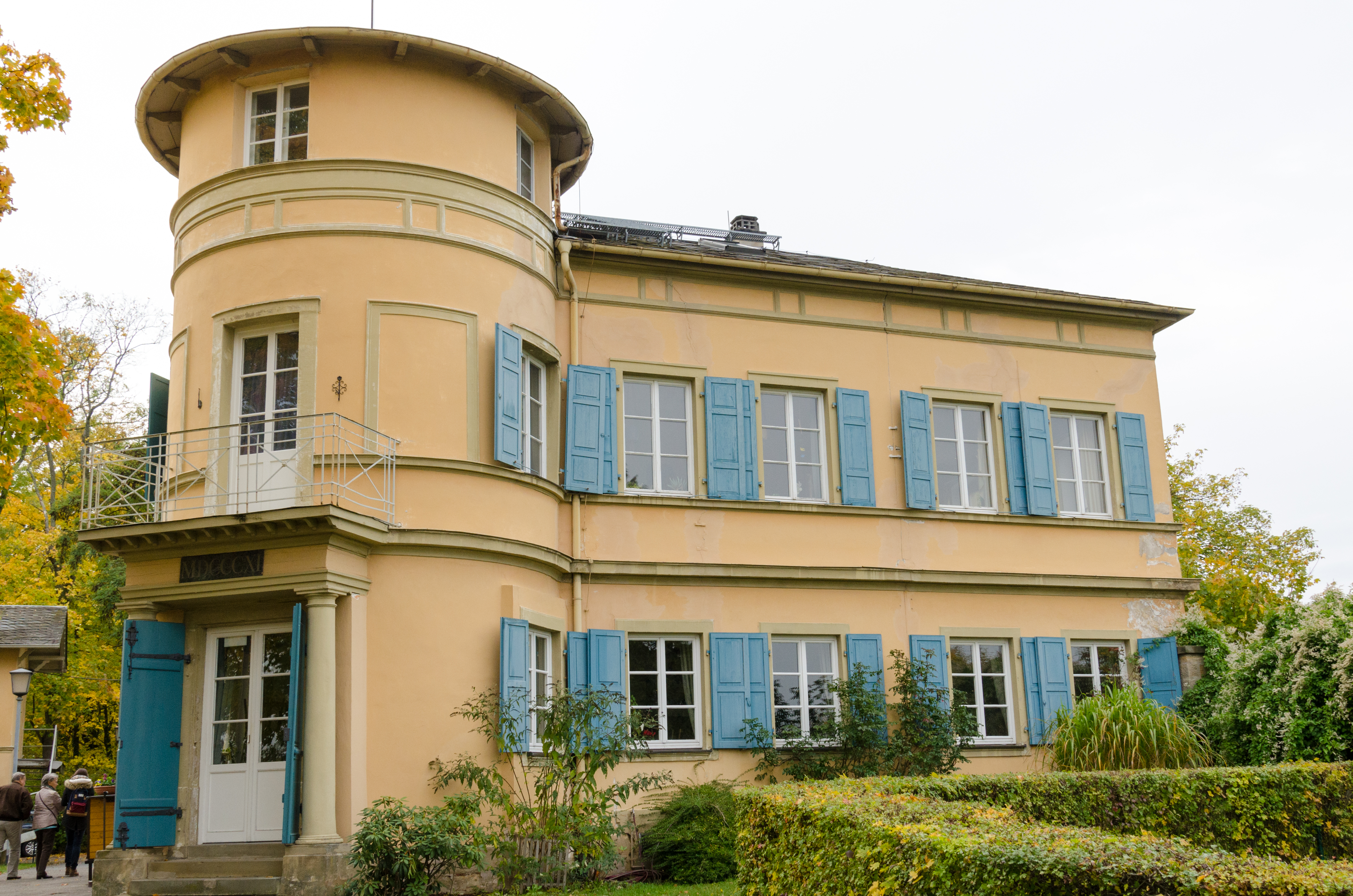
Villa Remeis

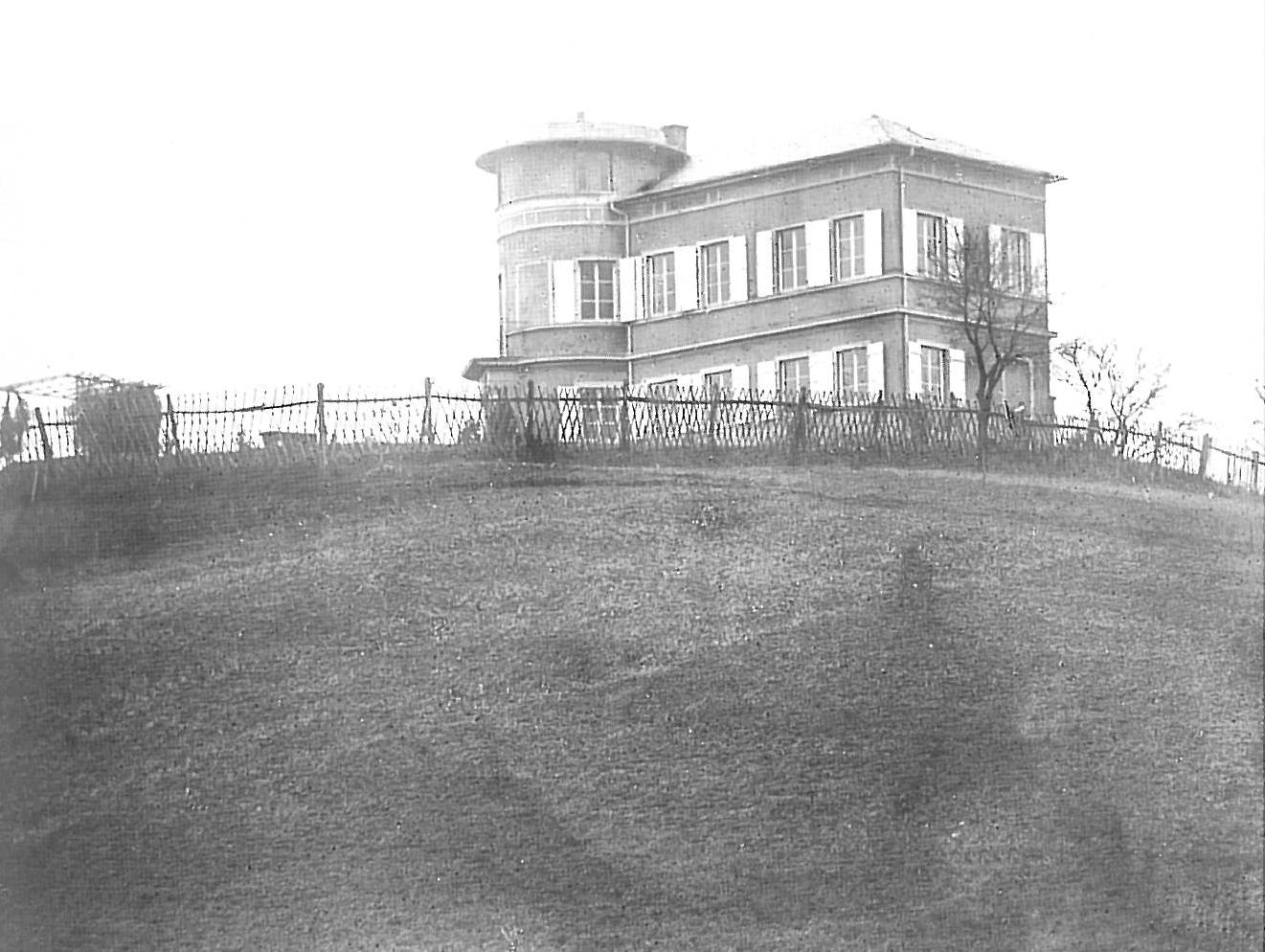
Villa Remeis um 1860

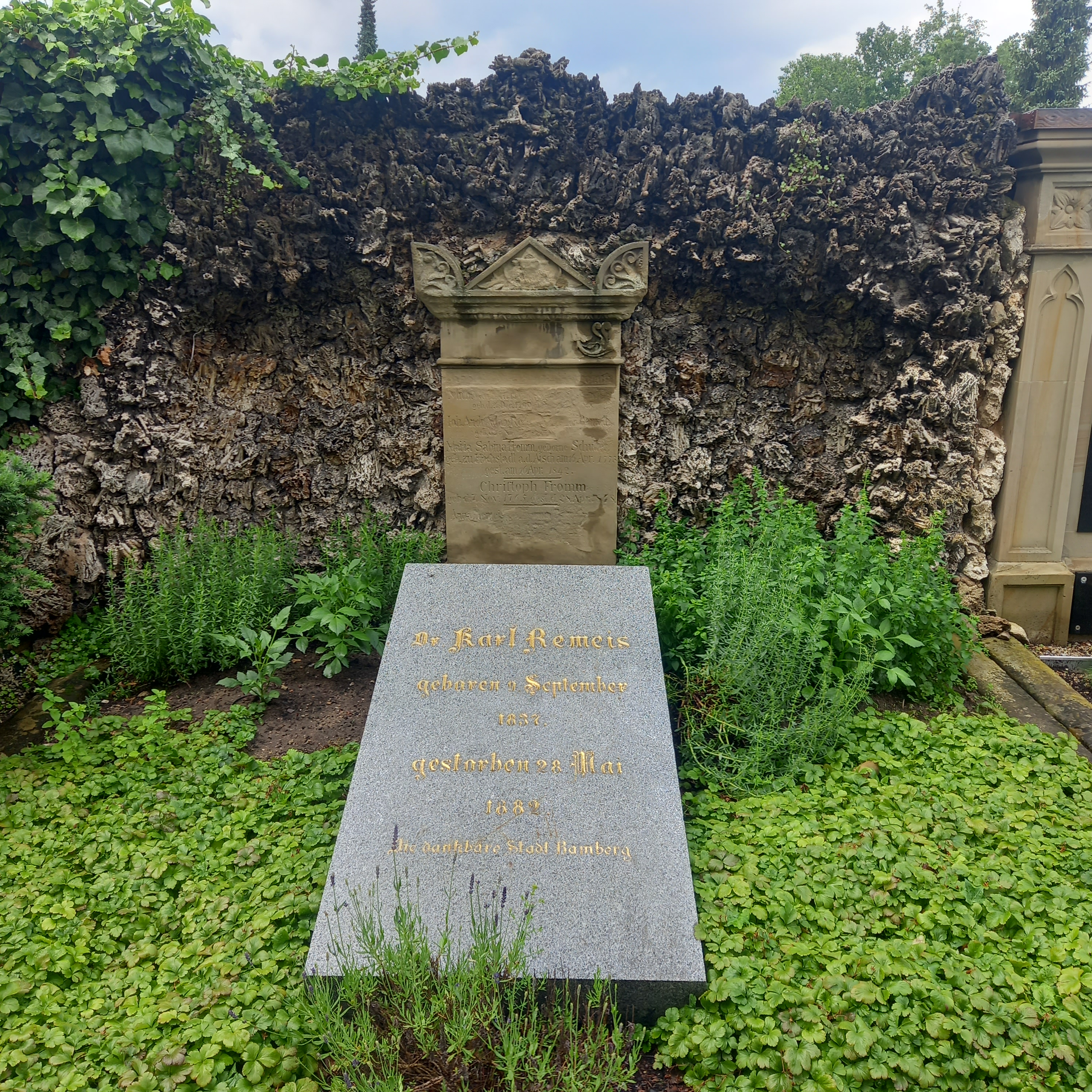
Das Grab von Karl Remeis auf dem Hauptfriedhof in Bamberg

Sein Vater, der Stadtbaumeister Adam Remeis, verstarb 1838 im 45. Lebensjahr. Auf Wunsch seiner Mutter, die einer wohlhabenden Rotgerberfamilie entstammte, studierte Remeis, nach seinem Schulbesuch in Bamberg, von 1855 bis 1859 in Würzburg und Heidelberg Jura. In diesem Fach promovierte er 1863 in Erlangen.
Von 1868 war er Assessor am Stadtgericht und ab 1870 am Bezirksgericht in Bamberg. Nachdem 1873 seine Mutter gestorben war, beantragte er die Entlassung aus dem Staatsdienst, um sich seiner wahren Berufung, der Astronomie, zu widmen.
Remeis war in der Folge aktiv in der Naturforschenden Gesellschaft Bambergs, er unternahm ausgedehnte Reisen, insbesondere nach Italien und begann eine private Sternwarte aufzubauen.
Karl Remeis verstarb am 28. Mai 1882 nach längerer Krankheit und ohne  Nachkommen. Er hinterließ sein gesamtes Vermögen der Stadt Bamberg mit der Auflage, eine Sternwarte zu bauen, widrigenfalls sollte sein ganzes Erbe der Stadt Würzburg zufallen. Als Begründung gab er an:

„Die Astronomie ist die Wissenschaft, welche den Menschen zur richtigen Erkenntnis seiner selbst, und zu seiner Stellung im Universum verhilft, zugleich aber auch in die Lage versetzt, die ewigen Gesetze des Alls zu finden, den Schöpfungsgedanken nachzudenken und so selbst einen göttlichen Funken zu verspüren!“

Bamberg erbaute mit diesem Erbe 1886 die Dr.-Remeis-Sternwarte.
Das ehemals von Karl Remeis bewohnte Anwesen am Michaelsberg, die Villa Remeis steht ebenso wie die Sternwarte unter Denkmalschutz und dient heute als Café.:155 Weiters wurde am Bamberger Jakobsberg die Dr.-Remeis-Straße zu seinem Gedenken benannt.:23